# زانکت لورنتسن ایم مورتستال
زانکت لورنتسن ایم مورتستال (به آلمانی: Sankt Lorenzen im Mürztal) یک منطقهٔ مسکونی در اتریش است که در بروک مورتسوچلاگ واقع شده‌است. زانکت لورنتسن ایم مورتستال ۳۸٫۰۱ کیلومتر مربع مساحت دارد ۵۰۰–۱٬۳۶۶ متر بالاتر از سطح دریا واقع شده‌است.